# یادت نرود داری می‌میری
یادت نرود داری می‌میری (فرانسوی: N'oublie pas que tu vas mourir‎) یک فیلم درام فرانسوی به کارگردانی زاویه بووا محصول سال ۱۹۹۵ است. فیلم همان سال برندهٔ جایزه هیئت داوران جشنواره فیلم کن شد.

## بازیگران
- زاویه بووا
- کیارا ماسترویانی
- بول اوژیه
- سیدریک کان
- ژان دوشت
- رشدی زیم